# Francesco di Giorgio
Francesco di Giorgio Martini (Siena; bautizado el 23 de septiembre de 1439  - † Siena, 1502), arquitecto, escultor y pintor italiano.
Fue un pintor italiano de la Escuela de Siena y escultor, además de ser, según Nikolaus Pevsner "uno de los más interesantes arquitectos dei Quattrocento" y un teórico de la arquitectura visionaria. 
Fue formado como pintor por Vecchietta (quien también era llamado Francesco di Giorgio), comenzó sus estudios en Orvieto y desde 1463 en Siena, donde partió trabajando como subalterno en decoración y construcción, especialmente en fortificaciones.

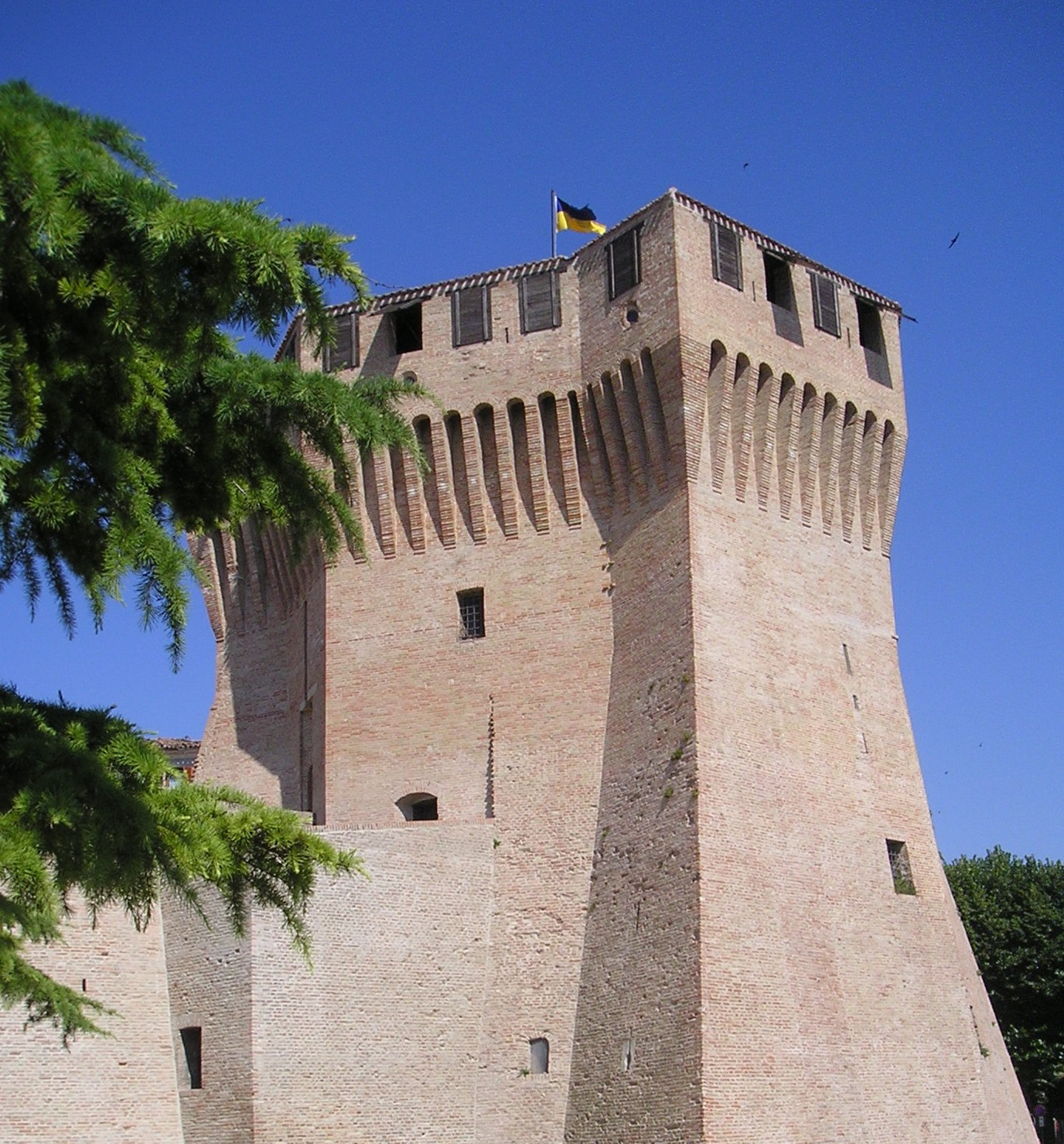
La Rocca de Mondavio.

Como ingeniero militar ejecutó diseños arquitectónicos, proyectos escultóricos y construyó casi 70 fortificaciones para Federico da Montefeltro, el conde (y después duque) de Urbino, para quien estaba trabajando en la década de 1460. Realizó  la construcción de murallas de ciudades como la de Jesi,  y los primeros ejemplos de fortificaciones en forma de estrella.

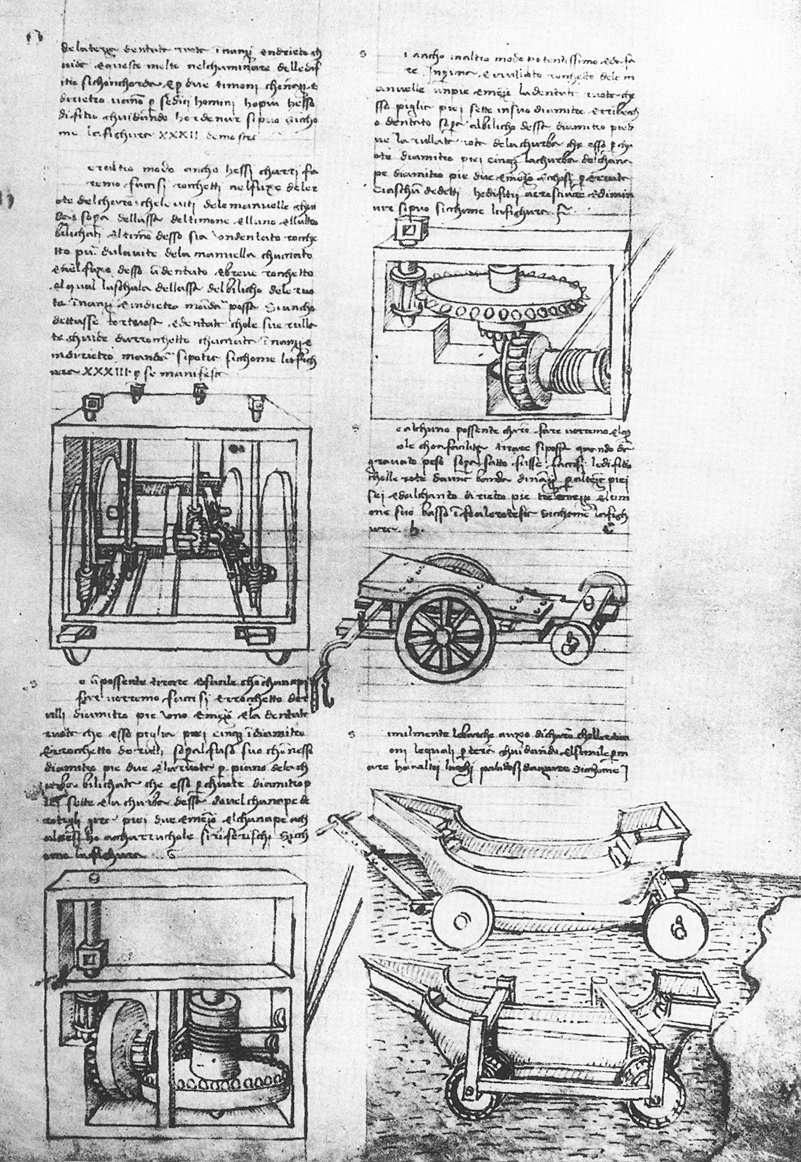
Extracto del cuaderno de Francesco di Giorgio Martini, 1470.

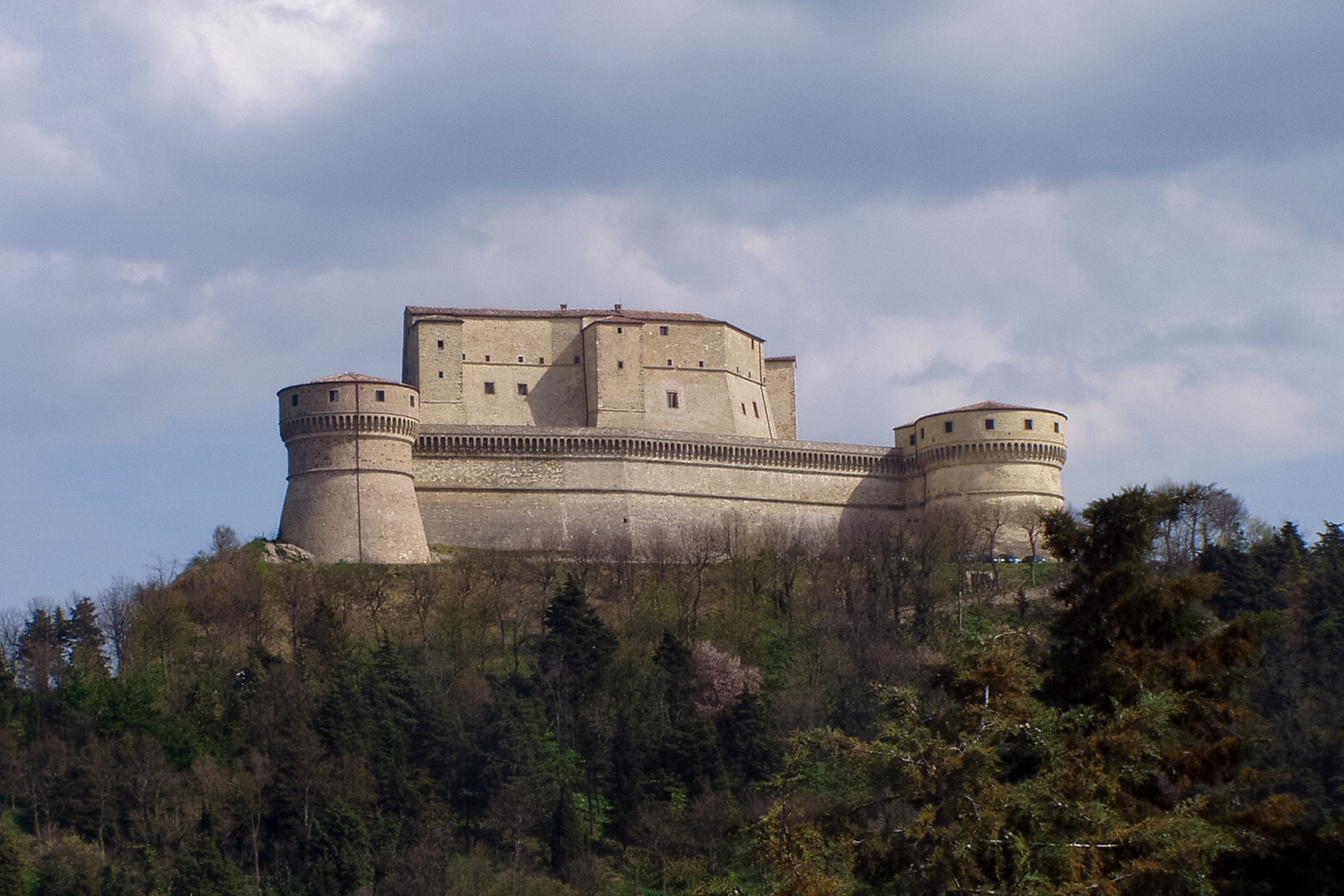
Fuerte de San Leo.

En los paneles pintados para arcones de dotes de boda se apartó de las representaciones tradicionales de las procesiones de boda alegres en el friso, buscó fórmulas para expresar las visiones ideales, espacios simétricos, imágenes urbanas extensas y casi vacías presentadas en perspectiva.
En el año 1490 se le encarga el modelo para construir la cúpula de la capilla de la Catedral de Milán (Duomo di Milano), la cual fue proyectada en 1490 por Giovanni Antonio Amadeo. Rafael Sanzio en 1517 recibió el encargo de proyectar Villa Madama propiedad del cardenal Giulio de Médici. Rafael trabajó en ella solo los dos años anteriores a su muerte. Es una de las más espléndidas villas que produce la historia de la arquitectura del Renacimiento, y está situada a las afueras de Roma (Italia), en la falda del monte Mario.
Tras el sitio de Nápoles en el año 1495 tuvo que demostrar toda su creatividad e ingenio. Su renombre yace en su extraordinaria universalidad, donde se alzó en la primera línea de los artistas del Renacimiento, a pesar de no haber tenido un origen grandioso. Murió en el año 1502 en Siena. Su Trattato di architettura civile e militare también conocido como  Trattato di Architettura, Ingegneria e arte militare es uno de los tratados de arquitectura más influyentes de la época. Este tratado de arquitectura, era el tercero del Quattrocento, después de Leone Battista Alberti y del de Filarete.
Trabajó en el tratado durante décadas y, terminó hacia 1482, año después del cual tenemos noticias de su existencia en forma de manuscrito. Sus proyectos fueron de gran innovación técnica y antelación frente a otros proyectos coetáneos. Las innovaciones, por ejemplo en la planificación de escaleras, en la cornisas y vuelos, en la planificación en torno a un espacio abierto, o las divisiones de las escaleras en un rellano para volver los siguientes tramos simétricamente en cada pared, se convirtieron en parte del vocabulario de la arquitectura en el siglo siguiente. El tercer libro se ocupó del "ideal" de la ciudad, definida en forma de estrella geometría poligonal que recuerdan a las fortalezas de planta de estrella, cuya forma de cuñas para los bastiones se dice que ha sido su innovación.
Francesco di Giorgio terminó su carrera como arquitecto a cargo de las obras en el Duomo de Siena, donde sus ángeles de bronce se encuentran en el altar mayor y algunos mosaicos del piso de mármol se atribuyen a sus diseños